# Denatônio
O denatônio, também conhecido como benzoato de denatônio (sob nomes comerciais como BITTERANT-b, BITTER + PLUS, Bitrex ou Aversão) e como sacárido de denatônio (sob nomes comerciais como BITTERANTES), é o composto químico mais amargo conhecido, com amargura Limiares de 0,05 ppm para o benzoato e 0,01 ppm para o sacárido. Foi descoberto em 1958 durante a pesquisa sobre anestésicos locais por MacFarlan Smith, de Edimburgo, Escócia, e registado sob a marca Bitrex. Diluições de apenas 10 ppm são insuportavelmente amargas para a maioria dos seres humanos. 

## Utilização
Os sais de denatônio são geralmente sólidos incolores e inodoros, mas são frequentemente comercializados como soluções. Eles são usados como agentes aversivos (bitterants) para evitar a ingestão inadequada. Denatônio é usado em álcool desnaturado, anticongelante, prevenção de mordidas de unhas, máscara respirador fit-testing, repelentes de animais, sabonetes líquidos e xampus. Não se sabe se apresentam riscos à saúde a longo prazo
O denatônio ainda pode atuar como um broncodilatador, ativando receptores de sabor amargo e causando relaxamento no músculo liso das vias aéreas e o sua respectiva dilatação.
Pode ser usado, ainda, nas seguintes funções:
- É adicionado ao álcool (etanol) para evitar que ele seja usado para produção de bebidas alcoólicas (sobre as quais incidem impostos maiores).
- É adicionado em substâncias químicas potencialmente perigosas.
- Acredita-se que os ratos não podem detectar seu gosto, o que o torna útil para evitar a ingestão de venenos para ratos.
- Denatônio é usado em álcool isopropílico como ingrediente inativo. É também adicionado a muitos tipos de líquidos nocivos, incluindo solventes tintas, vernizes, artigos de higiene e outros itens de higiene pessoal, e vários produtos domésticos como o álcool etílico.
- Quando misturado a sacarina, seu gosto se torna cinco vezes mais forte, podendo ser percebida até quando está numa concentração de 1 PPM.[5]
- Os cartuchos de Nintendo Switch têm essa substância devido ao seu tamanho muito pequeno, e o gosto amargo característico evita que crianças os engulam acidentalmente[6].